# Кярпят
«Оулун Кярпят» (фін. Oulun Kärpät) — хокейний клуб з м. Оулу, Фінляндія. Заснований у 1946 році. «Ессят» утворився у 1967 році шляхом злиття двох команд із Порі — Кархут і РУ-38. 
Виступає у чемпіонаті СМ-ліги. 
Домашні ігри команда проводить у палаці спорту «Oulun Energia Areena» (6600). Офіційні кольори клубу чорний і жовтий.

## Досягнення

### Чемпіонат Фінляндії
- Чемпіон (9): 1981, 2004, 2005, 2007, 2008, 2014, 2015, 2018, 2020
- Срібний призер (3): 1987, 2003, 2009
- Бронзовий призер (6): 1980, 1984, 1985, 1986, 2006, 2016

### Кубок європейських чемпіонів
- Фіналіст (2005, 2006)

### Ліга чемпіонів з хокею
- Фіналіст (2016)

## Найсильніші гравці різних років
- воротар: Арі Хеллгрен;
- захисники: Рейо Руотсалайнен, Юха Туохімаа, Арто Руотанен, Юха Хуйкарі, Карі Суораніємі, Ханну Ялонен;
- нападаники: Еса Пельтонен, Хенрі Салева, Маркку Кіймалайнен, Карі Ялонен, Ханну Ярвенпяя, Міко Лейнонен, Кай Суйкканен, Пекка Арбеліус, Пекка Туомісто, Вейкко Торккелі, Іван Гумл.

До чемпіонского титулу привели «Кярпят» тренери К. Мякінен (1981) і К. Хейккіля (2004).